# Корвин-Пиотровский, Владимир Львович
Влади́мир Льво́вич Ко́рвин-Пиотро́вский (15 (27) мая 1891, Киев — 2 апреля 1966, Лос-Анджелес) — русский поэт и прозаик, драматург.

## Биография
Происходил из старинной дворянской фамилии (по мнению самого писателя, восходившей к роду венгерских королей). Во время Гражданской войны служил артиллерийским офицером в Белой армии. С 1920 — в Берлине; публиковался во многих периодических изданиях, заведовал отделом поэзии в журнале «Сполохи» (1921—1923), входил в Берлинский кружок поэтов. С 1939 жил в Париже, был близок к кружку «формистов» (А. Присманова, А. Гингер и др.) Участвовал во французском Сопротивлении, был арестован гестапо, провёл в тюрьме 10 месяцев. Среди находящихся с ним вместе заключенных был известный французский писатель Андре Фроссар, который в автобиографии «La maison des otages» описал встречу с Корвин-Пиотровским. После войны уехал в США, с 1953 жил в Лос-Анджелесе. Постоянный сотрудник «Нового журнала».
До войны использовал для литературных публикаций вторую часть своей фамилии; после войны подписывался полным именем.
Как поэт и драматург, продолжающий традицию русского романтизма, занимает особое место в литературе русского Зарубежья. Из шести сборников стихов, опубликованных до Второй мировой войны, позднее он оставил в переработанном виде лишь немногие стихотворения, которые считал удачными. В соавторстве с О. Савичем издал пародийный научно-фантастический роман «Атлантида под водой» (1927) (под псевдонимом Ренэ Каду). Сборник рассказов «Примеры господина аббата» (1922).

В поздних стихах он приближается к классицизму, пользуется рифмой, высказывается ясно и жёстко, предпочитает четырехстопный ямб. Очень редко его строки полностью обращены к современности, как например, в тюремных стихах; чаще они переносят читателя в другие столетия, как это происходит в «Плаче Ярославны». Военные события, в описании которых чаще всего наличествует конница, космические образы и средневековые мотивы, запечатлённые в картинах ночи, тумана, осени и зимы, — вот главное в своеобразном творчестве Корвина-Пиотровского.
— Вольфганг Казак
Посмертно вышел двухтомник лучших произведений поэта: Корвин-Пиотровский В. Поздний гость / Сост. Т. Фесенко. Вашингтон, 1968—1969.
Первое отдельное издание в России — объемный сборник «Поздний гость» (М.: Водолей, 2012) — «первое относительно полное и комментированное издание поэтических сочинений <...> Помимо известного двухтомного собрания „Поздний гость“ (Вашингтон, 1968-69), <...> оно содержит произведения, которые автор, опубликовав в ранние годы творчества, под конец жизни не признавал, а также значительное количество никогда не публиковавшихся стихотворений» (из издательской аннотации).

## Сочинения
- Полынь и звёзды, Berlin, 1923
- Святогор-скит, Berlin, 1923
- Весёлые безделки, (совм. с Г. Росимовым), Berlin, 1924
- Каменная любовь, Berlin, 1925
- Беатриче. Сборник пьес, Berlin, 1929 (содержание: Беатриче; Король; Смерть Дон Жуана; Перед дуэлью)
- Воздушный змей, Paris, 1950
- Поражение, Paris, 1960
- Поздний гость. В 2-х тт., Washington, 1968-69
- Поздний гость: Стихотворения и поэмы / [сост., подгот. текста, послесл., примеч.: Т. Венцлова]. — М.: Водолей, 2012. — 680, [1] с. : ил., портр., факс. ISBN 978-5-91763-110-3